# Estadio Metropolitano Roberto Meléndez
Das Estadio Metropolitano Roberto Meléndez (zuvor: Estadio Metropolitano) ist ein Fußballstadion mit Leichtathletikanlage in der kolumbianischen Stadt Barranquilla, Hauptstadt der nördlichen Provinz Atlántico. Am 17. März 1991 wurde die Anlage nach dem kolumbianischen Fußballspieler und Trainer von Atlético Junior, Roberto „El Flaco“ Meléndez, benannt.

## Geschichte
Das Estadio Metropolitano wurde ursprünglich für die Fußball-Weltmeisterschaft 1986 errichtet, nachdem Kolumbien am 9. Juni 1974 den Zuschlag für die Weltmeisterschaft bekam. Der Grundstein des Baus wurde am 7. Dezember 1979 gelegt. Im November 1982 gab der kolumbianische Verband Federación Colombiana de Fútbol das Turnier wieder ab, da man eine Veranstaltung mit 24 statt 16 Mannschaften nicht ausrichten könne. Die Eröffnung des Stadions wurde am 11. Mai 1986 mit der Partie Atlético Junior gegen die uruguayische Fußballnationalmannschaft (2:1) gefeiert. Damals fasste es 75.000 Zuschauer. Im Stadion spielt die Mannschaft von Atlético Junior und die kolumbianische Fußballnationalmannschaft nutzt die Spielstätte. Von 2014 bis 2015 nutzte auch Uniautónoma FC die Anlage. Manchmal spielt auch Barranquilla FC im Estadio Metropolitano.
Es bietet seit der Renovierung für die U-20-Fußball-Weltmeisterschaft 2011 den Zuschauern 49.692 Sitzplätze. Die Sportstätte besitzt eine Leichtathletikanlage. Im Stadion befinden sich vier Umkleidekabinen, 27 Kommentatorenkabinen und medizinische Einrichtungen. Außerhalb des Stadions stehen 1600 Parkplätze zur Verfügung. Am 1. Februar 2004 feierte Carlos Valderrama im Stadion sein Abschiedsspiel, bei dem u. a. Diego Maradona, José Luis Chilavert, Enzo Francescoli, Faustino Asprilla, Leonel Álvarez und der Musiker Carlos Vives anwesend waren. Neben den Fußballspielen traten auch Musiker wie Shakira, Juanes oder Carlos Vives zu Konzerten im Stadion auf.
Die Sportstätte wurde mit einem Budget von 22,5 Mrd. COP für die U-20-Fußball-Weltmeisterschaft 2011 komplett saniert. Dabei wurde u. a. die Leichtathletikanlage erneuert, große Videowände installiert; ein neuer Parkplatz hinter der Nordtribüne gebaut, eine neue Flutlichtanlage errichtet und eine Videoüberwachungsanlage angebracht. Die Kosten teilten sich die Stadt Barranquilla zu 30 Prozent und der kolumbianische Staat mit 70 Prozent.
Das Estadio Metropolitano Roberto Meléndez sollte eines von vier kolumbianischen Stadien der Copa América 2021 sein. Wegen der COVID-19-Pandemie fand das Turnier Brasilien statt.

## Galerie

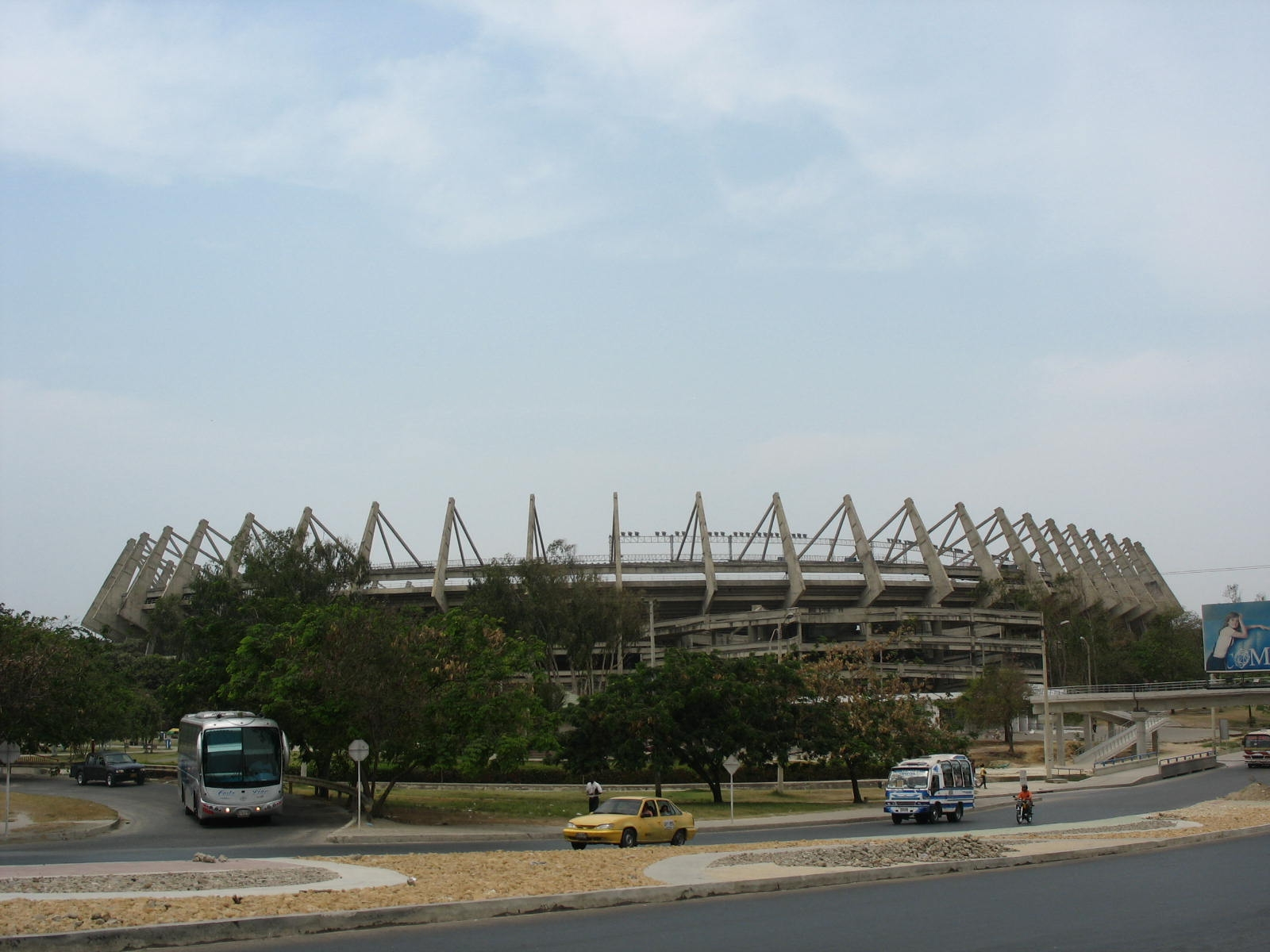
El Metro von außen
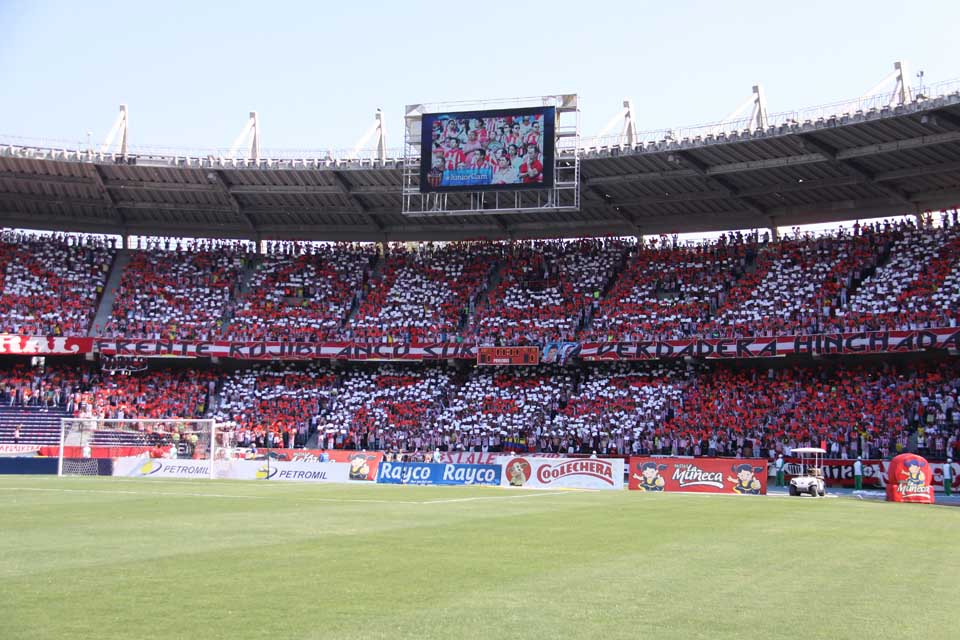
Fans von Junior
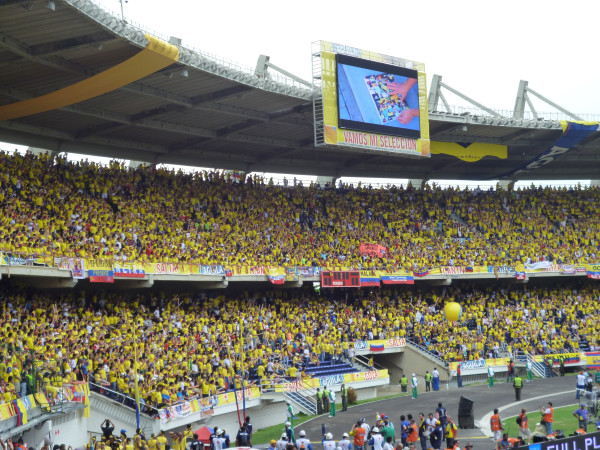
Beim Länderspiel (2013)
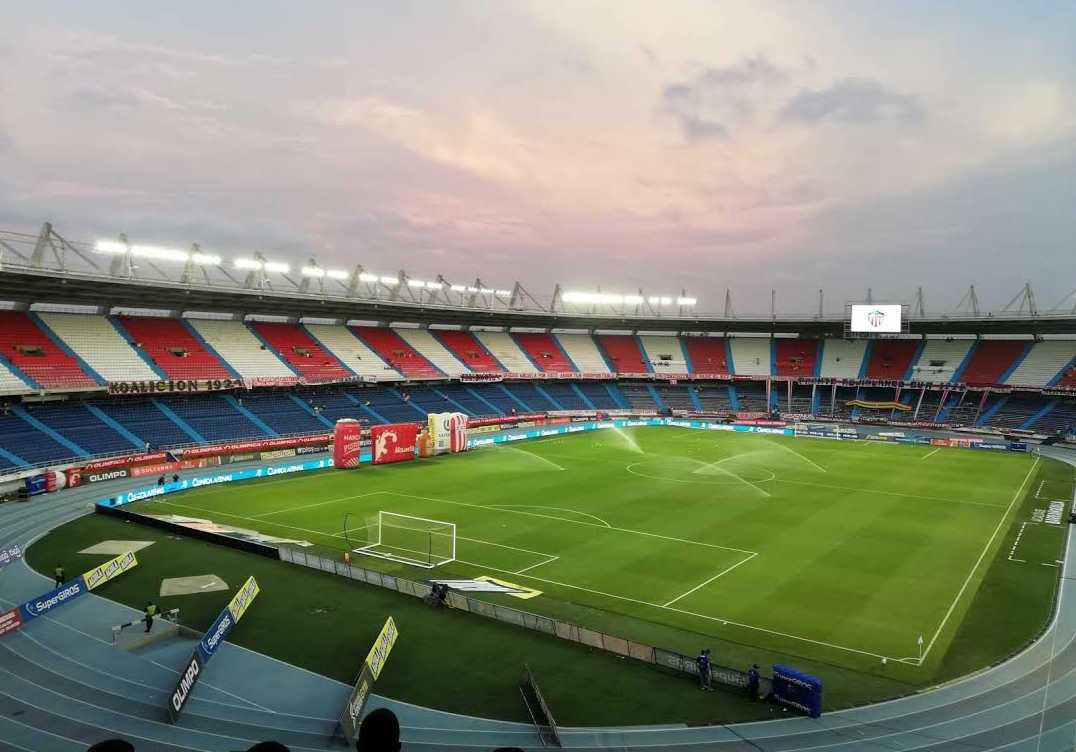
Innenpanorama